# Majsstärkelse
Majsstärkelse är stärkelse som utvinns ur majskorn. Den har ett utmärkande utseende och känsla när det blandas med vatten eller mjölk; den ger efter för långsamt tryck men motstår plötsliga tryckförändringar (ett exempel på en icke-newtonsk vätska). Majsstärkelse används i florsocker för att motverka klumpbildning på grund av fukt. Majsstärkelse skiljer sig från majsmjöl som är mjöl malt av hela kornet.
Majsstärkelsens sammansättning varierar beroende på källmaterialet, men kan betraktas som 25 procent amylos och 75 procent amylopektin.

## Tillämpningar
Majsstärkelse används ofta som bindemedel i pudding och liknande maträtter. Många puddingpulver i butiker innehåller majsstärkelse. Majsstärkelsepuddingar kan tillredas hemma med hjälp av en dubbelkokare. Den enklaste puddingen kan framställas av endast mjölk, socker, majsstärkelse och smakämnen. Majsstärkelse används som redning i många recept, i synnerhet i asiatiska och glutenfria maträtter. Majsstärkelse upplöses bäst i kallt vatten, eftersom det bildar envisa klimpar om den blandas med varmt eller hett vatten.
Majsstärkelse har många tillämpningar utanför köket, speciellt bland miljövänliga produkter. Till exempel lanserade det japanska företaget Pioneer 2004 en biologiskt nedbrytbar Blu-Ray-skiva som tillverkats av majsstärkelse. Polylaktid är en nedbrytbar plast som kan tillverkas med majsstärkelse som råvara.
En blandning av 1 del vatten och 1,5–2 delar majsstärkelse bildar en dilatant vätska, ibland kallad Oobleck. När oobleck skärs, knådas med händerna, eller utsätts för kraftiga stötar beter den sig som en böjbar fast massa, men när den tillåts vila blir den en trögrinnande vätska. Oobleck kan även användas för att göra brandfarliga geléer.